# Anoplistes tuvensis
Anoplistes tuvensis är en skalbaggsart som först beskrevs av Cherepanov 1978.  Anoplistes tuvensis ingår i släktet Anoplistes och familjen långhorningar. Inga underarter finns listade i Catalogue of Life.